# Suzanne Pellin

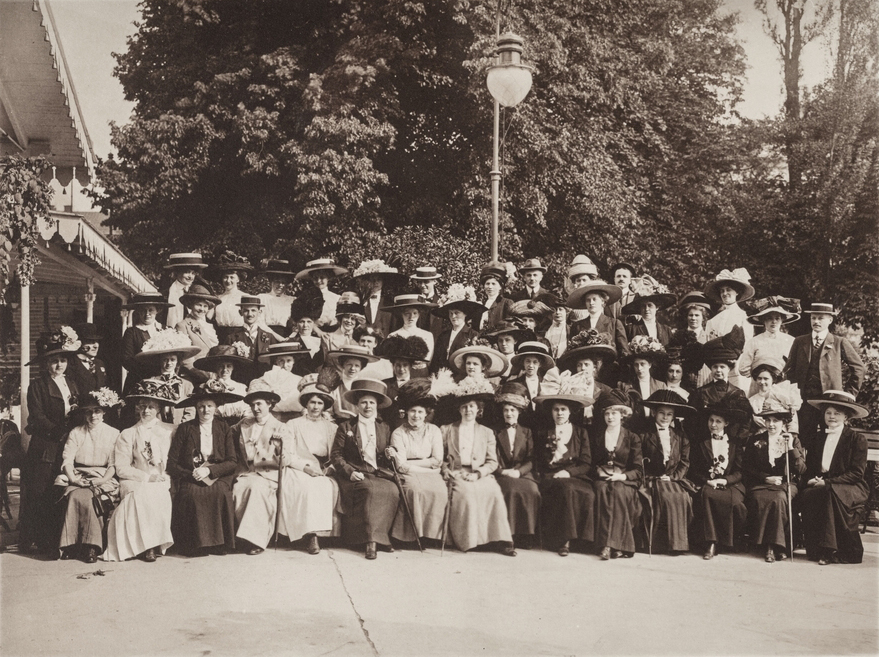
Ett grupporträtt av personalen på NK:s Franska damskrädderi på utflykt 1911 NMA.0097973

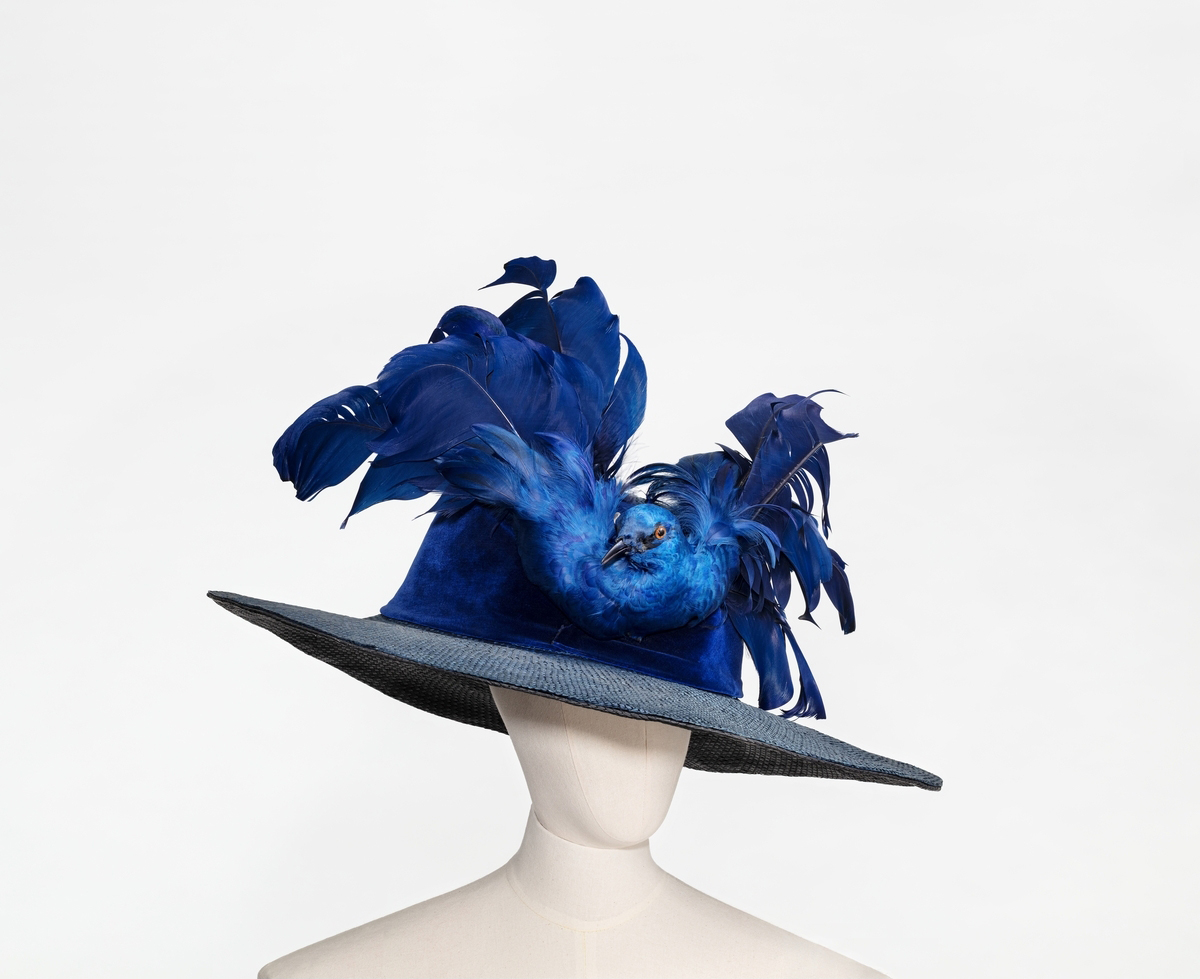
En av hattarna som Suzanne Pellin formgav under sin tid på Nordiska Kompaniet.

Suzanne Pellin, född Dreyfuss 1855  i Amiens i Frankrike, dödsdatum okänt, var en fransk modeskapare som var mest känd som den första chefen för NK:s Franska damskrädderi och hattateljén.

## Biografi
Suzanne Dreyfuss föddes 1855 i Amiens och flyttade senare till Paris. Hon gifte sig den 24 juni 1880 med Marie-Joseph Pellin i Paris nionde arrondissement. I Paris drev hon en egen butik och sålde hattmodeller till Paris ledande modeskapare. 
År 1899 lärde hon känna Josef Sachs i Paris som då redan hade sin egen butik i Stockholm, Josef Leja, och tre år senare skulle grunda Nordiska Kompaniet tillsammans med Karl Ludvig Lundberg. Hon blev först anställd hos Josef Leja och flyttade till Stockholm där hon fick en egen ateljé på Regeringsgatan. När Nordiska Kompaniet öppnade år 1902 flyttade hon med till varuhuset vid Stureplan och förestod då varuhusets franska avdelning.
I elva år, från 1902 till 1913, drev och utvecklade hon Franska avdelningen, även kallad NK:s Franska damskrädderi. Hon blev framförallt känd för sina hattar som hon bland annat presenterade vid regelbundna hattutställningar varje april och september. På hennes första utställning 1902, samma år som NK öppnades, var det också första gången som levande mannekänger visade kläder. For att hämta inspiration reste hon ofta till Paris för att köpa in modeller från de mest kända franska modehusen.
Suzanne Pellin beskrivs som en person med "korpsvart hår, blixtrande ögon, ett avundsvärt midjemått – och utsökt smak", och i egenskap av chef beskrevs hon: 
”Sömmerskan Maria Svanström som fick anställning i ateljén 1905 berättar, i samband med NK:s femtioårsjubileum, att ”när Madame Suzanne var på solskenshumör var hon förtjusande. Men när hon var på motsatt, då svallade det franska blodet i högan sky.” Hon glömde dock ”aldrig bort att ha med sig en present som minne från Paris åt oss alla, när hon kom hem från sina resor”. Kollegan Signe Sten minns vid samma tillfälle att Madame Suzanne lärde dem att ta till vara på allt, och att hon pratade svenska, om än inte helt korrekt.”
Suzanne Pellin blev snabbt berömd för sin utsökt smak och för sin förmåga att översätta den franska stilen till svenska vanor och behov. År 1907 dog Oscar II och Madame Suzanne, som hon också kallades, fick uppdraget att gestalta sorghattarna till hovets damer.
Anders Zorn uppmärksammade en av hennes skapelser, fladdermusdräkten: 
”På militärmaskeraden samma säsong samlas återigen le tout Stockholm: kungligheter, societet och artister. Modeskribenten Else Kleen besöker Madame Suzanne dagen innan balen. Hon kikar in bakom kulisserna i syateljén högst upp i varuhuset vid Stureplan och låter sig förföras av den ”halvfärdiga sagoprakt som flyter över ateljéborden”. Hon noterar bland annat en fantasifull fladdermuskostym. Madame Suzanne dirigerar och ändrar och vill ha fler blodröda paljetter in i öronen – ”det ska väl ändå bli ett rasdjur” – samtidigt som hon lyfter på de stora, skiftande vingarna som på ett finurligt sätt komponerats av chiffonglager i olika färger. Den grå sammetskroppen matchas av skor, strumpor och handskar i grått. Vem som bär kostymen? Det avslöjas inte, men från festen rapporteras om en ”liten, men med utsökt figur begåvad läderlapp, som framgångsrikt eftersträvade att fånga Zorn i sina grå sidenvingar”.
Under hennes ledning utvecklade sig Franska damskrädderiet till Stockholms mest exklusiva modeavdelning där kungliga hovet och samhällets elit beställde sina kläder och hattar. I början av 1900-talet var majoriteten av kläderna fortfarande handsydda och den framväxande konfektionsindustrin sågs ned på. Madame Suzannes verk tillverkades i NK:s egna syateljéer.
Efter 13 år i Stockholm flyttade Suzanne Pellin tillbaka till Paris. Hennes efterträdare som chef på Franska avdelningen blev Kurt Jacobsson som hade börjat som volontär på hennes avdelning några år tidigare.